# Пам'ятки монументального мистецтва Сумської області
| № з/п                    | Охоронний номер | Найменування об'єкта | Місцезнаходження                                                             | Дата відкриття чи виявлення | Автори (дослідники)                                                                                          |
| ------------------------ | --------------- | --- | ---------------------------------------------------------------------------- | --------------------------- | --- |
| м. Суми                  |                 | |                                                                              |                             | |
| 1                        | 32              | Пам'ятник Т. Г. Шевченку | Сквер на вул. Соборній                                                       | 1958                        | скульптор Я. Д. Красножон, архітектор М. П. Махонько                                                         |
| 2                        | 34              | Монумент «Слава героям Сумщини» | Площа Привокзальна                                                           | 1967                        | скульптор Б. Ф. Никончук архітектори: С. П. Тутченко А. І. Дейнека                                           |
| 3                        | 1295            | Меморіальний комплекс «Вічна слава»                                                                                                   | Вул. Герасима Кондратьєва                                                    | 1975                        | скульптор В. П. Вінайкін архітектор В. Г. Гнєздилов                                                          |
| 4                        | 3               | Пам'ятник на могилі радянських воїнів, які загинули під час звільнення міста                                                          | Центральне кладовище, південна частина                                       | 1967                        | скульптор А. А. Івченко, архітекторМ. Т. Ільченко                                                            |
| 5                        | 7633            | Пам'ятник С. П. Супруну — Герою Радянського Союзу                                                                                     | Вул. Троїцька                                                                | 1947                        | скульптор Я. С. Ражба архітектор, М. К. Іванченко                                                            |
| 6                        |                 | Пам'ятник М. С. Щепкіну | Театральна площа                                                             | 1989                        | скульптор А. С. Смєлий, архітектор С. С. Граділь                                                             |
| 7                        |                 | Пам'ятникІ. Г. Харитоненку | Покровська площа                                                             | 1996                        | скульптор А. А. Івченко, архітектор В. М. Ухань                                                              |
| 8                        |                 | Пам'ятник на родинному похованні Харитоненків                                                                                         | Центральне кладовище біля Петропавлівської церкви                            | 1894                        | скульптор Аристид Круазі                                                                                     |
| 9                        |                 | Пам'ятник на могилі дочки П. І. Харитоненка — Зінаїди                                                                                 | Центральне кладовище біля Петропавлівської церкви                            | 1891                        | скульптор Аристид Круазі                                                                                     |
| 10                       |                 | Пам'ятник на могилі Д. І. Суханова | Центральне кладовище біля Петропавлівської церкви                            | Кін. XIX ст.                | невідомий |
| 11                       |                 | Пам'ятник на могилі М. О. Суханова | Центральне кладовище біля Петропавлівської церкви                            | Поч. XX ст.                 | невідомий |
| 12                       |                 | Пам'ятник на могилі Є. С. Богатирьової                                                                                                | Центральне кладовище біля Петропавлівської церкви                            | Кін. XIX ст.                | невідомий |
| 13                       |                 | Пам'ятник на могилі О. М. Богатирьової                                                                                                | Центральне кладовище біля Петропавлівської церкви                            | Поч. XX ст.                 | невідомий |
| 14                       |                 | Пам'ятник уродженцям Сумщини, які загинули в Афганістані                                                                              | Сквер по вул. Герасима Кондратьєва                                           | 2004                        | скульптор В. Зарецька архітектори: Е. Головін І. Головіна                                                    |
| 15                       |                 | Монументальний рельєф (керамічне панно)"Т. Г. Шевченко та його герої" (1990 р.)                                                       | Вул. Герасима Кондратьєва, 8 Колишній магазин «Кобзар»                       | 2004                        | Єрмоленко Володимир Пилипович, заслужений художник України (1985)                                            |
| 16                       |                 | Гобелен «Дерево знання» (1988 р.) | Вул. Героїв Сумщини, 10, Обласна державна наукова бібліотека                 | 2004                        | Товстуха Леонід Самійлович, народний художник України (1992)                                                 |
| 17                       |                 | Панно «Сім птахів — сім нот» (1982 р.)                                                                                                | Театральна площа, 1, Обласний театр драми та музичної комедії ім. М. Щепкіна | 2004                        | Зарецький Віктор Іванович (автор ескізів, заслужений художник України (1985)                                 |
| м. Глухів                |                 | |                                                                              |                             | |
| 18                       | 344             | Пам'ятник генерал-майору Г. С. Рудченку                                                                                               | Площа Рудченка                                                               | 1957                        | скульптор І. С. Горовий                                                                                      |
| 19                       | 346             | Пам'ятник на могилі Героя Радянського Союзу Л. П. Кульбаки                                                                            | Вознесенське кладовище                                                       | 1972                        | скульптор І. С. Горовий                                                                                      |
| 20                       | 1318            | Пам'ятник на могилі Героя Радянського Союзу М. І. Жужоми                                                                              | Вознесенське кладовище                                                       | 1983                        | скульптор І. С. Горовий                                                                                      |
| 21                       | 1319            | Пам'ятник на могилі Героя Радянського Союзу М. Г. Баришева                                                                            | Вознесенське кладовище                                                       | 1983                        | скульптор І. С. Горовий                                                                                      |
| 22                       |                 | Розпис «Вхід Господній до Єрусалиму»                                                                                                  | Трьох-Анастасіївська церква, вул. Спаська, 2                                 | 10-ті рр. XX ст.            | автори: П. Свідомський, О. Свідомський                                                                       |
| 23                       |                 | Розпис «Христос перед Пілатом» | Трьох-Анастасіївська церква, вул. Спаська, 2                                 | 10-ті рр. XX ст.            | автор П. Свідомський                                                                                         |
| 23                       |                 | Пам'ятник композиторам М. С. Березовському і Д. С. Бортнянському                                                                      | Площа Рудченка                                                               | 1995                        | скульптор І. А. Коломієць архітектор А. Ф. Ігнащенко, В. Ф. Грибан                                           |
| м. Конотоп               |                 | |                                                                              |                             | |
| 24                       | 1346            | Пам'ятник І. І. Радченку | На розі проспекту Червоної Калини та вулиці Лазаревського                    | 1974                        | скульптор І. Ф. Коровай, архітектор Н. П. Махонько                                                           |
| 25                       |                 | Пам'ятник генералу М. І. Драгомирову                                                                                                  | Вул. Драгомирова, 18                                                         | 1992                        | скульптор Б. С. Довгань                                                                                      |
| 26                       |                 | Пам'ятник Т. Г. Шевченку | Площа Миру                                                                   | 1993                        | скульптор О. М. Смотров                                                                                      |
| 27                       | 1515            | Пам'ятник О. І. Антонову — секретарю Сумського підпільного обкому КП(б)У                                                              | Сквер на вул. Першогвардійська                                               | 1977                        | скульптор А. А. Івченко                                                                                      |
| 28                       | 647             | Пам'ятник Т. Г. Шевченку | Площа Інтернаціональна                                                       | 1964                        | скульптор Я. Д. Красножон                                                                                    |
| 29                       | 1822            | Пам'ятний знак на честь лебединців, які загинули під час Великої Вітчизняної війни                                                    | Вул. Першогвардійська                                                        | 1985                        | скульптори: М. Г. Лисенко, В. М. Лисенко архітектори: А. Ф. Ігнащенко А. І. Дейнека В. М. Шахов О. О. Гайдаш |
| 30                       | 752             | Меморіальний комплекс «Монумент безсмертя»                                                                                            | Південно-східна околиця міста, біля автодороги Суми — Харків                 | 1967рест.1974               | скульптор К. В. Годулян В. Гречаник, архітектор Б. І. Бердник                                                |
| 31                       |                 | Пам'ятник Т. Г. Шевченку | Вул. Григорія Мацейко, 29                                                    | 1999                        | автори: М. Новосельський, П. Ярошенко                                                                        |
| м. Ромни                 |                 | |                                                                              |                             | |
| 32                       | 76              | Пам'ятник Т. Г. Шевченку | Бульвар Шевченка                                                             | 1918 рек. 1982              | скульптори: І. П. Кавалерідзе В. М. Клоков Б. С. Довгань архітекторФ. І. Юр'єв                               |
| 33                       | 1330            | Пам'ятник герою громадянської війни командарму І-го рангу І. Ф. Федьку                                                                | Вул. Горького, привокзальна площа                                            | 1977                        | скульптор Б. Є. Клімушко, архітектор С. М. Миргородський                                                     |
| 34                       | 64              | Пам'ятник на честь героїв революції                                                                                                   | Бульвар Свободи                                                              | 1921                        | скульптор І. П. Кавалерідзе                                                                                  |
| 35                       | 69              | Пам'ятник на могилі корифея українського театру Г. П. Затиркевич-Карпінської                                                          | Кладовище, вул. Дудіна                                                       | 1956                        | скульптор Я. Д. Красножон                                                                                    |
| 36                       | 1361            | Пам'ятник Матері-героїні О. Д. Деревській                                                                                             | Вул. Монастирська, 57                                                        | 1982                        | скульптори В. О. Міненко, А. М. Синько                                                                       |
| 37                       |                 | Меморіальна дошка на фасаді будинку, в якому у 1918 ?1923 рр. жив і працював І. П. Кавалерідзе                                        | Вул. Пушкіна, 34                                                             | 1987, виявл.1999            | скульптор І. В. Макогон, архітектор В. Г. Гнєздилов                                                          |
| 38                       |                 | Пам'ятник на могилі народного артиста України С. І. Шкурата                                                                           | Кладовище, вул. Дудіна                                                       | 1974 виявл. 1999            | скульптор Я. Д. Красножон                                                                                    |
| м. Шостка                |                 | |                                                                              |                             | |
| 39                       | 89              | Пам'ятний знак на честь радянських воїнів-робітників та службовців фабрики кіноплівки, які загинули під час Великої Вітчизняної війни | Вул. Депутатська                                                             | 1974                        | скульптори: Л. Г. Терлецький, А. А. Коломієць                                                                |
| 40                       | 1369            | Пам'ятний знак на честь трудових звершень робітників та службовців НВО «Свема»                                                        | Сквер біля НВО «Свема»                                                       | 1974                        | скульптори: О. П. Пилєв, В. М. Усов                                                                          |
| 41                       | 98              | Пам'ятник М. О. Островському | Площа Свободи                                                                | 1975                        | скульптори: Чухаркін, І. Д. Харитонов                                                                        |
| Білопільський район      |                 | |                                                                              |                             | |
| 42                       | 101             | Пам'ятник на могилі радянських воїнів та партизанів, які загинули під час Великої Вітчизняної війни                                   | м. Білопілля, центральний сквер                                              | 1955, 1973рек. 1989         | київські художньо-виробничі майстерні                                                                        |
| Буринський район         |                 | |                                                                              |                             | |
| 43                       | 193             | Пам'ятник на могилі радянських воїнів, які загинули під час Великої Вітчизняної війни                                                 | с. Слобода, біля сільради                                                    | 1957                        | київські художньо-виробничі майстерні                                                                        |
| 45                       | 217             | Пам'ятник Герою Радянського Союзу П. Г. Головенському                                                                                 | с. Успенка, подвір'я школи                                                   | 1970                        | скульптор А. В. Сай                                                                                          |
| 46                       | 204             | Пам'ятний знак на честь земляків, які загинули у боротьбі з фашистськими загарбниками                                                 | с. Хустянка, біля школи                                                      | 1970                        | скульптор Б. С. Довгань                                                                                      |
| Великописарівський район |                 | |                                                                              |                             | |
| 47                       | 1424            | Пам'ятник кобзарю Є. М. Мовчану | смт. Велика Писарівка, біля районного будинку культури                       | 1977                        | скульптор І. І. Штанов архітектор В. Д. Заговора                                                             |
| 48                       | 295             | Пам'ятник Т. Г. Шевченку | смт. Кириківка, подвір'я школи                                               | 1924                        | скульптор К. М. Терещенко                                                                                    |
| 49                       | 463             | Пам'ятник П. А. Грабовському | с. Грабовське, центр                                                         | 1964                        | скульптор Я. Д. Красножон архітектор С. Сіденко                                                              |
| 50                       | 1804            | Пам'ятник Герою Радянського Союзу В. В. Трофимову                                                                                     | смт. Угроїди, біля цукрозаводу                                               | 1983                        | |
| Кролевецький район       |                 | |                                                                              |                             | |
| 51                       | 546             | Пам'ятник Т. Г. Шевченку | м. Кролевець, бульвар Шевченка                                               | 1965                        | скульптори: В. З. Бородай, А. Ю. Білостоцький                                                                |
| 52                       | 1501            | Пам'ятник поету партизану П. С. Рудю                                                                                                  | м. Кролевець, вул. Музейна                                                   | 1981                        | скульптор Я. Д. Красножон                                                                                    |
| 53                       | 510             | Пам'ятний знак на честь земляків, які загинули під час Великої вітчизняної війни                                                      | м. Кролевець, площа Свободи                                                  | 1967                        | скульптор Ф. Г. Зайцев архітектор В. О. Тіщенко                                                              |
| 54                       | 1509            | Пам'ятний знак на честь земляків, які загинули під час Великої вітчизняної війни                                                      | с. Лапшине, центр                                                            | 1979                        | скульптор В. Г. Шатух архітектор В. О. Тіщенко                                                               |
| 55                       | 534             | Пам'ятник В. І. Леніну | с. Спаське, центр                                                            | 1983                        | скульптори: М. К. Вронський, О. П. Олійник архітектор С. Б. Книжников                                        |
| Лебединський район       |                 | |                                                                              |                             | |
| 56                       | 651             | Пам'ятник Герою Радянського Союзу С. Л. Індику                                                                                        | с. Катеринівка, центр                                                        | 1967                        | черкаські художньо-виробничі майстерні                                                                       |
| 57                       | 74(649)         | Пам'ятник двічі Герою Радянського Союзу П. С. Рибалку                                                                                 | с. Малий Вистороп, територія радгоспу-технікуму                              | 1948                        | скульптор П. В. Кеніг архітектор О. Е. Модоров                                                               |
| 58                       | 78(650)         | Погруддя двічі Героя Соціалістичної Праці М. Х. Савченко                                                                              | с. Токарі, територія будинку відпочинку                                      | 1960                        | скульптор В. М. Клоков, архітектор І. Г. Лось                                                                |
| Недригайлівський район   |                 | |                                                                              |                             | |
| 59                       | 1831            | Пам'ятник П. І. Капельгородському | с. Деркачівка, біля школи                                                    | 1982                        | скульптор Р. О. Синько                                                                                       |
| 60                       | 732             | Пам'ятник Т. Г. Шевченка | смт. Недригайлів, центр                                                      | 1964                        | скульптор Я. Д. Красножон                                                                                    |
| 61                       | 722             | Пам'ятний знак на честь земляків, які загинули під час Великої Вітчизняної війни                                                      | смт. Терни, центр                                                            | 1972                        | |
| Охтирський район         |                 | |                                                                              |                             | |
| 62                       | 1375            | Пам'ятник секретарю Грунського райкому комсомолу — партизану С. А. Суку                                                               | с. Куземин, біля будинку культури                                            | 1975                        | |
| 63                       | 751             | Пам'ятник на могилі радянських воїнів, які загинули під час Великої Вітчизняної війни                                                 | м. Охтирка, 11 км на південний схід від міста                                | 1966                        | скульптор H. М. Дерегус архітектор Б. І. Бердник                                                             |
| 64                       | 913             | Пам'ятник двічі Герою Радянського Союзу С. А. Ковпаку                                                                                 | м. Путивль, вул. Двохрамна                                                   | 1971                        | скульптор М. Г. Лисенко, архітектори: А. Ф. Ігнащенко, С. П. Тутученко                                       |
| Путивльський район       |                 | |                                                                              |                             | |
| 65                       | 77913           | Пам'ятник двічі Герою Радянського Союзу С. В. Руднєву                                                                                 | м. Путивль, площа Перемоги                                                   | 1961                        | скульптори: М. К. Вронський О. П. Олійник архітекторА. А. Сидоренко                                          |
| 66                       | 895             | Пам'ятник на могилі Г. Я. Базими | м. Путивль, центральне кладовище                                             | 1970                        | скульптори: М. Г. Лисенко В. В. Сухенко                                                                      |
| 67                       | 916             | Пам'ятник юному партизану-ковпаківцю Радію Руднєву                                                                                    | м. Путивль, вул. Першотравнева, біля школи                                   | 1985                        | скульптор В. В. Сухенко                                                                                      |
| 68                       | 844             | Скульптурна група «Партизан і партизанка»                                                                                             | м. Путивль, біля в'їзду до міста з боку м. Суми                              | 1966                        | скульптор А. А. Івченко архітекторМ. П. Махонько                                                             |
| 69                       | 1585            | Меморіальна дошка на будинку, в якому жив С. А. Ковпак                                                                                | м. Путивль, вул. Миколи Маклакова, 72                                        | 1969                        | автор барельєфу на дошці С. П. Тутученко                                                                     |
| 70                       | 1584            | Меморіальна дошка на будинку, в якому жив С. В. Руднєв                                                                                | м. Путивль, вул. Горького, 46                                                | 1971                        | автор барельєфу С. П. Тутученко                                                                              |
| 71                       | 1519            | Пам'ятник княгині Ярославні | м. Путивль, урочище Городок                                                  | 1982                        | скульптор В. М. Клоков архітектор С. Н. Миргородський                                                        |
| 72                       | 1848            | Пам'ятник двічі Герою Радянського СоюзуС. В. Руднєву                                                                                  | с. Руднєве, центр                                                            | 1989                        | скульптор І. О. Сироєжкін                                                                                    |
| Роменський район         |                 | |                                                                              |                             | |
| 73                       | 986             | Пам'ятник на могилі Героя Радянського Союзу К. І. Зеленко                                                                             | с. Анастасівка, центр                                                        | 1977                        | скульптор М. П. Короткевич                                                                                   |
| 74                       | 1669            | Пам'ятник Герою Радянського Союзу К. С. Гнідашу                                                                                       | с. Сологубівка, біля школи                                                   | 1975                        | скульпторО. Г. Прокопчук                                                                                     |
| Сумський район           |                 | |                                                                              |                             | |
| 75                       | 1145            | Пам'ятник П. І. Чайковському | смт. Низи, берег р. Псел                                                     | 1967рек.1990                | скульптор Л. П. Чемен                                                                                        |
| Тростянецький район      |                 | |                                                                              |                             | |
| 76                       | 1213            | Пам'ятник Т. Г. Шевченку | с. Гребениківка                                                              | 1971                        | сумські художньо-виробничі майстерні                                                                         |
| 77                       | 1729            | Пам'ятник П. І. Чайковському | м. Тростянець, вул. Миру                                                     | 1984                        | скульптор М. М. Суходолов архітектор А. І. Дейнека                                                           |
| 78                       | 1730            | Пам'ятник олімпійському чемпіону В. П. Куцу                                                                                           | м. Тростянець, стадіон                                                       | 1985                        | скульптор Л. М. Кулябко-Корецька, архітектор В. О. Костін                                                    |
| Шосткинський район       |                 | |                                                                              |                             | |
| 79                       | 1244            | Пам'ятник уродженцю села державному та громадському діячу Д. С. Коротченку                                                            | с. Коротченкове, центр                                                       | 1971                        | скульптор О. Ковальов архітектор А. Ф. Ігнащенко                                                             |
| 80                       | 75(1246)        | Пам'ятник уродженцю села тричі Герою Радянського Союзу І. М. Кожедубу                                                                 | с. Ображіївка, центр                                                         | 1949                        | скульптор М. В. Томський архітектор Л. Г. Голубовський                                                       |
| 81                       | 1289            | Пам'ятник Богдану Хмельницькому | смт. Дружба, біля вокзалу залізничної станції Хутір-Михайлівський            | 1954                        | |